# Ruth Leppla

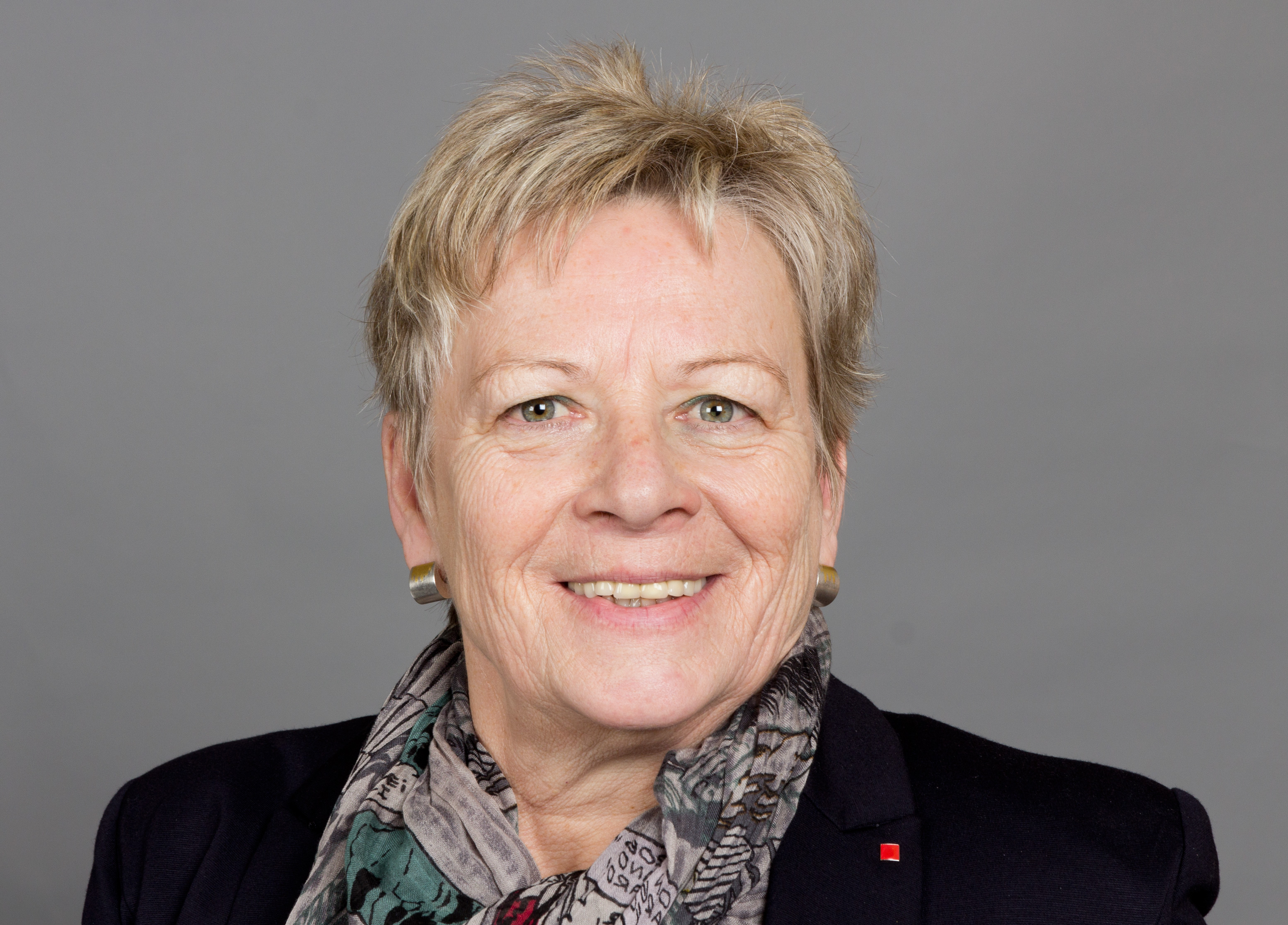
Ruth Leppla (2014)

Ruth Leppla (* 23. Juli 1948 in Kaiserslautern) ist eine deutsche Politikerin (SPD); von 2001 bis 2016 war sie Mitglied des rheinland-pfälzischen Landtags.

## Ausbildung, Beruf und Familie
Ruth Leppla ist geboren und aufgewachsen in Kaiserslautern. Das Abitur legte sie 1967 am BurgGymnasium Kaiserslautern ab. 
Ruth Leppla hat zwei Kinder.

## Politik
1987 trat Ruth Leppla der SPD bei. Von 1989 bis 2012 war sie Mitglied des Stadtrates von Kaiserslautern. Von 1993 bis 2012 war sie Vorstandsmitglied der SPD-Stadtratsfraktion. Im Stadtverbandsvorstand war sie bis 2012 kooptiert, dem SPD-Unterbezirk Kaiserslautern bis 2016. 
Bei den Landtagswahlen 2001, 2006 und 2011 gewann Ruth Leppla das Direktmandat in Wahlkreis Kaiserslautern I und war bis 2016 Mitglied des rheinland-pfälzischen Landtages. Sie ist Vorsitzende des Gleichstellungsausschusses. Sie ist ordentliches Mitglied im Ausschuss für Wissenschaft, Weiterbildung und Kultur und Europaausschuss. Stellvertretendes Mitglied ist sie im Innenausschuss, Integrationsausschuss, Wirtschaftsausschuss und Haushaltsausschuss. In der Fraktion war sie Mitglied der Arbeitsgruppen Sport und Touristik.

## Ehrenamtliche Tätigkeiten
Sie ist Mitglied im Kuratorium der TU Kaiserslautern. Sie ist im Vorstand der Atlantischen Akademie. Weiterhin arbeitet sie als Vorstandsmitglied der Lebenshilfe.